# Christian Naujoks
Christian Naujoks ist ein deutscher Musiker, Komponist und bildender Künstler.

## Leben
Naujoks' Debüt-Album Untitled erschien im Jahr 2009 auf dem Hamburger Label Dial. Neben elektronischen Klängen verarbeitete es Arrangements für Klavier, Marimba, Streicher und Flöte. Pitchfork machte darin Einflüsse von Komponisten wie Steve Reich und Wim Mertens aus und bezeichnete es als "elektronische Kammermusik". Für sein zweites, in der Hamburger Laeiszhalle aufgenommenes Album True Life/In Flames kollaborierte er mit dem Marimbaphon-Spieler Martin Krause. Auf dem vier Jahre später veröffentlichten Wave sind rein instrumentale E-Gitarren Stücke zu hören. Soft Mouth Data Service wurde von der Düsseldorfer Galerie Max Mayer produziert und entstand im Rahmen eines Ausstellungsprojekts des Künstlers in den Räumen der Galerie. Naujoks' Stil macht Anleihen bei R&B und Deep House und zeichnet sich häufig durch eine melancholische Grundstimmung und Langsamkeit aus. Die Musikkritik sah darin eine konzeptuelle Nähe zu "Minimalismus, Psychedelia und Ambient". In den Jahren 2017 und 2018 entstanden musikalische Arbeiten und Performances in Kollaboration mit dem japanisch-amerikanischen Künstler Ei Arakawa, die unter anderem im Rahmen der Skulptur Projekte Münster und im Kunstverein für die Rheinlande und Westfalen gezeigt wurden.

## Diskografie

### Alben
- 2022: Soft Mouth Data Service (Mutter Ey Presse)
- 2016: Wave (Dial)
- 2012: True Life/In Flames (Dial)
- 2009: Untitled (Dial)

### Singles
- 2024: Nocturne (Dial)
- 2016: Your Contribution (Martin Hossbach)
- 2009: East End Boys (Dial)

## Ausstellungen (Auswahl)
- 2022: VILLA ROMANA Fellows 2019/2020/2021, Kunstverein Braunschweig
- 2021: Stars Down to Earth, Galerie Barbara Weiss, Berlin
- 2021: Soft Mouth Data Service, Galerie Max Mayer, Düsseldorf

## Auszeichnungen und Stipendien
- 2021: Recherchestipendium des Berliner Senats
- 2019: Villa-Romana-Preis
- 2014: Musicboard Berlin Stipendium